# Златенек
Златенек (словен. Zlatenek) — поселення в общині Луковиця, Осреднєсловенський регіон, Словенія. 
Висота над рівнем моря: 427,5 м.